# Alisher Usmánov
Alisher Burjánovich Usmánov (en ruso: Алишер Бурханович Усманов; en uzbeko: Alisher Usmonov; 9 de septiembre de 1953) es un magnate ruso de origen uzbeko. Según los datos del sitio web de la Revista Forbes en mayo de 2016, Usmanov es considerado el tercer hombre más rico de Rusia  y la 73.° persona con la fortuna más grande en el mundo, con un total de $13 billones aproximadamente.
Es uno de los mayores accionistas del Arsenal Football Club de Londres.
En 1994-1998, Usmanov, al frente de Interbank Investment and Financial Company Interfin, cobró deudas por gas. A fines de la década de 1990, Usmanov conoció a Rem Vyakhirev; Al aunar sus esfuerzos y finanzas, Gazprom e Interfin adquirieron participaciones mayoritarias en la planta electrometalúrgica de Oskol (OEMK) y la planta de procesamiento y minería de Lebedinsky, consolidándolas en Gazmetall. En 2002, Interfin de Usmanov compró la participación de Gazprom en esta empresa y se convirtió en el único accionista mayoritario. En 2005, Usmanov, junto con Vasily Anisimov, adquirió Mikhailovsky GOK de Boris Ivanishvili. En 2006, todos los activos mencionados se consolidaron en Metalloinvest, Anisimov y Vladimir Skoch se convirtieron en sus copropietarios junto con Usmanov  (a quien se transfirieron las acciones en 1999 después de su hijo Andrey Skoch se convirtió en diputado de la Duma Estatal)